# Herbita prouti
Herbita prouti är en fjärilsart som beskrevs av Eugenio Giacomelli 1911. Herbita prouti ingår i släktet Herbita och familjen mätare. Inga underarter finns listade i Catalogue of Life.